# Mellicta reticulata
Mellicta reticulata är en fjärilsart som beskrevs av Higgins 1955. Mellicta reticulata ingår i släktet Mellicta och familjen praktfjärilar. Inga underarter finns listade i Catalogue of Life.